# Andrzej Tupalski
Andrzej Tupalski (ur. 8 lipca?/20 lipca 1862 w Brześciu Litewskim, zm. 16 kwietnia 1928 w Wilnie) – pułkownik armii rosyjskiej, tytularny generał brygady Wojska Polskiego, kawaler Orderu Virtuti Militari.

## Życiorys
Pochodził z rodziny tatarskiej, wyznania rzym. kat. Syn generała artylerii armii rosyjskiej Władysława (1831-1894), jego bracia pułkownik Karol Bolesław (1870 – 1943) i sztabs-rotmistrz Konstanty (1875-1924) także byli oficerami  Armii Imperium Rosyjskiego.
Ukończył korpus kadecki w Pskowie, Mikołajewską Szkołę Kawalerii w Petersburgu oraz z pierwszą lokatą Michajłowską Szkołę Artylerii w Petersburgu. Był także absolwentem Oficerskiej Szkoły Artylerii w Carskim Siole. Od 31 sierpnia 1879 służył w armii rosyjskiej, początkowo w 27 brygadzie artyleryjskiej w Wilnie, jako chorąży i gdzie awansował kolejno na ppor. (1881), por. (1885), sztabs-kapitana (1891) i kapitana (1896). 21 czerwca 1904 awansowany na ppłk. został d-cą 5 baterii 40 brygady artyleryjskiej, z którą wziął udział w wojnie japońsko-rosyjskiej. Został w niej ranny 22 lutego 1905 г. w bitwie pod Mukdenem. 14 września 1906 mianowany pułkownikiem przeszedł w stan spoczynku. Po wybuchu I wojny światowej z powrotem służył w armii ros. dowodząc tyłowymi bazami zaopatrzenia artylerii.
Po rewolucji lutowej na zjeździe Wojskowych Polaków w Piotrogrodzie (7-22 VI 1917) został członkiem Naczelnego Polskiego Komitetu Wojskowego, oraz członkiem jego Komisji Wojskowej, którą wspierał także finansowo. Potem służył w I Korpusie Polskim w Rosji w stopniu pułkownika był komendantem Legii Podchorążych oraz Szkoły Podchorążych tej formacji. Od 1917 do 1918 był delegatem gen. Józefa Dowbora-Muśnickiego do Rady Regencyjnej. Następnie w pod koniec 1918 dowódca Wschodniej Brygady Ułanów w dywizji Lucjana Żeligowskiego w Odessie. Po powrocie do kraju w grudniu 1918 był jednym z organizatorów oddziałów wojskowych Samoobrony Ziemi Litewskiej. Potem wojskowy komendant Wilna (1919-1921). Między październikiem 1920 a czerwcem 1921 był przewodniczącym Komisji Perlustracyjnej 2 Armii WP. Delegat Rządu RP w Wilnie (czerwiec 1921 - luty 1922). Od 1923 w stanie spoczynku. 26 października 1923 roku Prezydent RP Stanisław Wojciechowski zatwierdził go w stopniu tytularnego generała brygady. Zasiadał w składzie Komisji Orzekającej Odznaki Naczelnego Polskiego Komitetu Wojskowego. W tym czasie pracował jako delegat okręgowej rady kolejowej województwa nowogródzkiego. W późniejszym czasie lat 20. sprawował stanowisko prezesa w instytucjach społeczno-charytatywnych. Zmarł 16 kwietnia 1928 roku w Wilnie. Pochowany na cmentarzu Bernardyńskim w Wilnie.

## Ordery i odznaczenia
- (ros.) Order św. Stanisława kl. 4 (1894), 2 kl. (1905), 2 kl. z mieczami (1906)
- (ros.) Order św. Anny kl. 3 (1901), 2 kl. (1916)
- (ros.) Order św. Włodzimierza kl. 4 (1915)
- Krzyż Srebrny Orderu Wojskowego Virtuti Militari nr 5300 (17 maja 1922)[13]
- Krzyż Niepodległości – pośmiertnie 3 maja 1932[14]
- Krzyż Oficerski Orderu Odrodzenia Polski (2 maja 1923)[15][16]